# Something to Live For
Something to Live For (Brasil: Na Voragem do Vício / Portugal: Renùncia) é um filme estadunidense de 1952, do gênero drama, dirigido por George Stevens e estrelado por Joan Fontaine e Ray Milland. Feito entre A Place in the Sun (1951) e Shane (1953), projetos que o elevaram à categoria dos grandes diretores do cinema, Something to Live For é um filme menos ambicioso de Stevens. O roteiro, um dos primeiros a abordar os Alcoólicos Anônimos, é criticado pela impessoalidade e excessiva quantidade de coincidências.
A presença de Milland no elenco, no papel de um ex-alcoólatra, faz com que o filme seja entendido como uma sequência não-oficial e menos brilhante de The Lost Weekend.

## Sinopse
Jenny Carey, atriz da Broadway insegura e com medo de palco, afoga-se na bebida. Alan Miller, um publicitário ex-alcoólatra, não só lhe indica os Alcoólicos Anônimos como passa a se interessar pela sua recuperação. Os dois iniciam um romance, ainda que a contragosto de Jenny, mas Alan não pretende abandonar a esposa Edna, mãe de seu casal de filhos. Edna, por sua vez, desconfia das razões de Alan para ajudar Jenny, o que leva a estremecimentos no antes sólido matrimônio.

## Elenco
| Ator/Atriz     | Personagem                                    |
| -------------- | --------------------------------------------- |
| Joan Fontaine  | Jenny Carey                                   |
| Ray Milland    | Alan Miller                                   |
| Teresa Wright  | Edna                                          |
| Richard Derr   | Tony Collins                                  |
| Douglas Dick   | Baker                                         |
| Herbert Heyes  | J.B. Crawley                                  |
| Harry Bellaver | Billy, o ascensorista                         |
| Paul Valentine | Albert Forest                                 |
| Jean Acker     | Esposa, participante da festa (não-creditada) |
| Harold Miller  | Participante europeu da festa (não-creditado) |